# Arewa (mot)
Pour les articles homonymes, voir Arewa.
Arewa est un mot haoussa dont le sens est analogue au mot français « nord ». Le terme dérive du mot haoussa signifiant « nord » en général, mais est généralement utilisé pour désigner le leadership politique, depuis la chute du califat de Sokoto.

Les termes Arewa (littéralement « nord ») et Arewacin Najeriya (littéralement " nord du Nigéria ") sont utilisés en haoussa pour désigner la région historique géopolitiquement située au nord du fleuve Niger .
L'utilisation continue du terme, Arewa ... a évoqué une image parmi les habitants du Nord instruits qui résonnait bien au-delà des structures institutionnelles créées par Sir Ahmadu Bello : le successeur du califat de Bornu et de Sokoto; la vision de l'Empire de Dieu dans la région; l'universalité de sa prétention à la suzeraineté ; et dans un sens plus prosaïque mais non moins puissant, le concept d'un régime politique mettant l'accent sur l'unité et le sens d'un objectif commun dans le nord de l'Afrique de l'Ouest au-delà du slogan populaire « un Nord, un peuple »
Dans l'histoire du Nigéria en particulier, il est utilisé pour désigner la région du nord d'avant 1967 (Nigéria).

## Usage
Dans le Nigeria post-indépendance, certains utilisent le mot comme terme général pour le Nigeria Hausaland : une contraction de « Arewacin Nijeriya » (nord du Nigeria). Une grande partie du nord était autrefois politiquement unie dans la région du nord, une entité multiethnique, et abritait auparavant les sept États haoussa, plus tard le califat de Sokoto pendant la période précoloniale et le protectorat du nord du Nigéria sous la domination coloniale britannique.
Les groupes régionalistes du nord du Nigeria, tels que le Forum consultatif d'Arewa et la Maison Arewa associée, en sont des exemples. Ces groupes ne préconisent pas l'indépendance du Nigeria, bien que se concentrent sur l'unité des Haoussa-Peuls qui forment la majorité dans le nord. Et en tant que tel, le terme est devenu synonyme de machinations au lieu d'étendre l'hégémonie politique et culturelle pour capturer l'État fédéral.